# PROTECT IP Act
La PROTECT IP Act (també anomenada PIPA) és un projecte de llei amb l'objectiu de donar als titulars del govern dels EUA i dels propietaris de drets d'autor eines addicionals per restringir l'accés a llocs web dedicats a infringir els drets d'autor, especialment contra els registrats fora dels EUA, el projecte va ser presentat el 12 de maig de 2011, pel senador Patrick Leahy (D-VT) i 11 co-patrocinadors. L'oficina de pressupostos del congrés va estimar que la realització del projecte de llei li costaria al govern federal $47 milions fins a l'any 2016. El comitè judicial del senat va aprovar la llei, però el senador Ron Wyden (D-OR) va aturar-la.
La PROTECT IP Act és una re-escriptura de la llei Combating Online Infringement and Counterfeits Act (COICA), que va ser rebutjada el 2010.
Arran de les protestes en línia el 18 de gener de 2012, el senador Harry Reid va anunciar que la votació pel projecte de llei es posposaria fins que les qüestions plantejades s'haguessin resolt.